# Bakkagerði

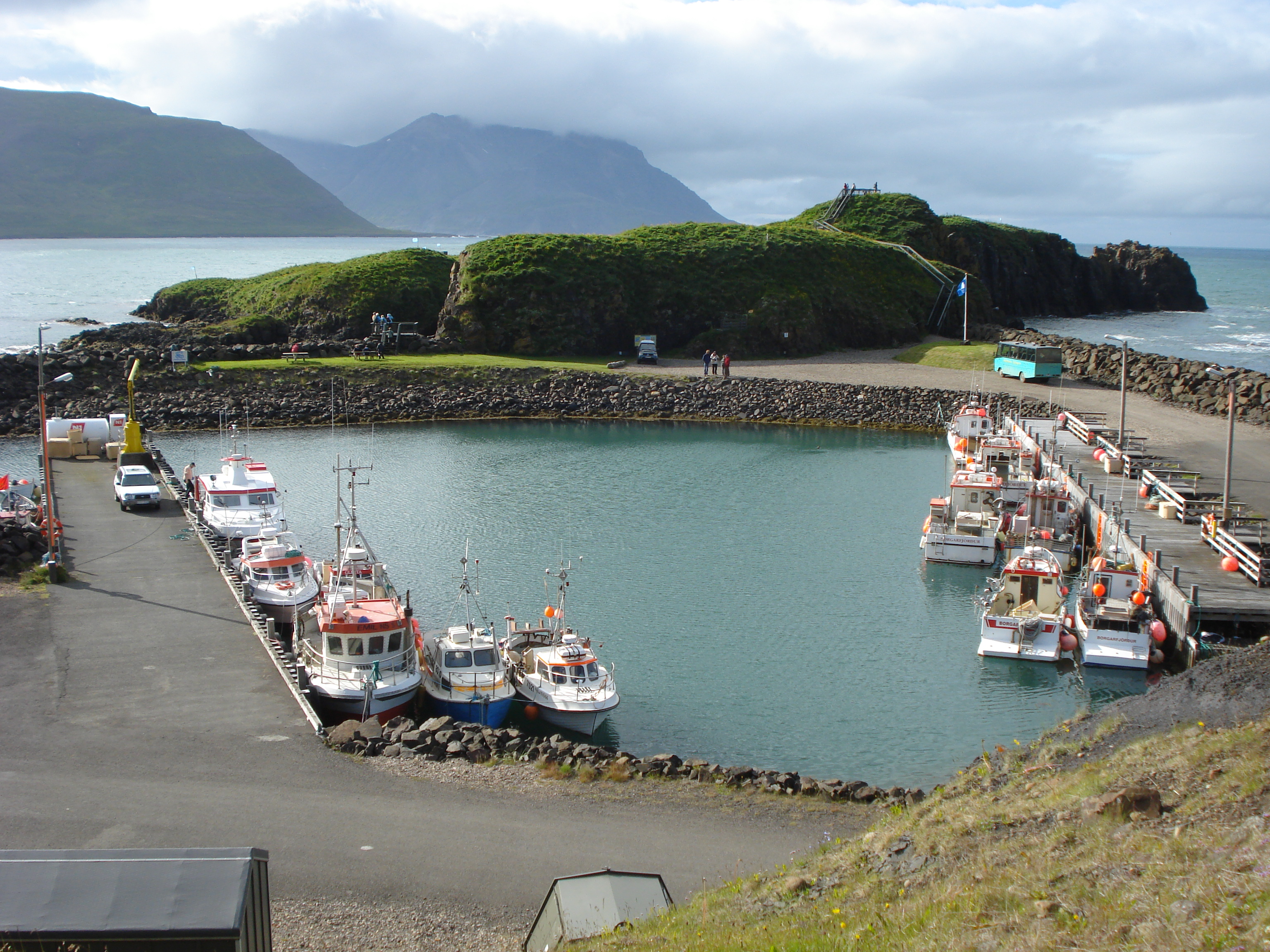
Hafen von Bakkagerði

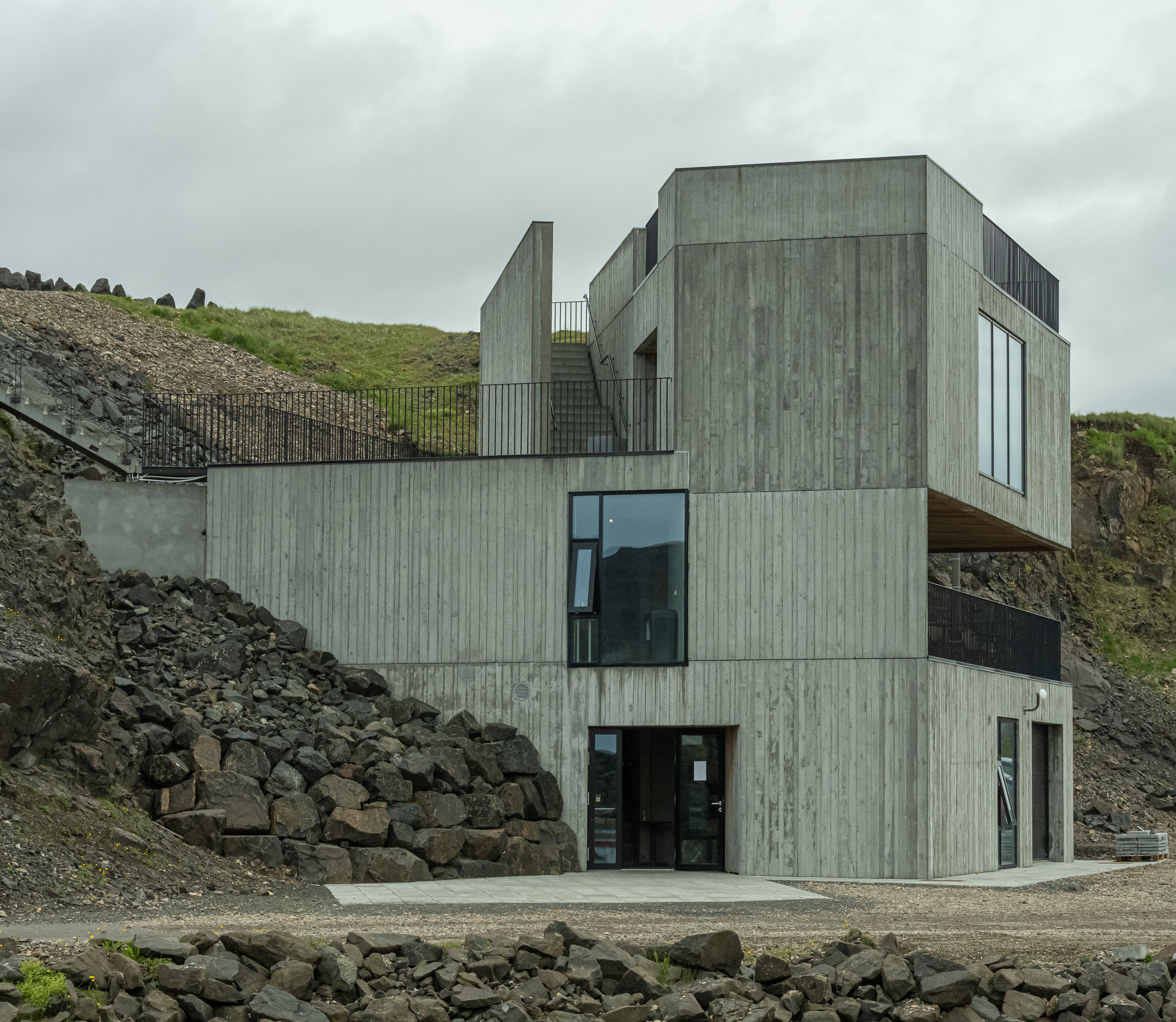
Hafengebäude

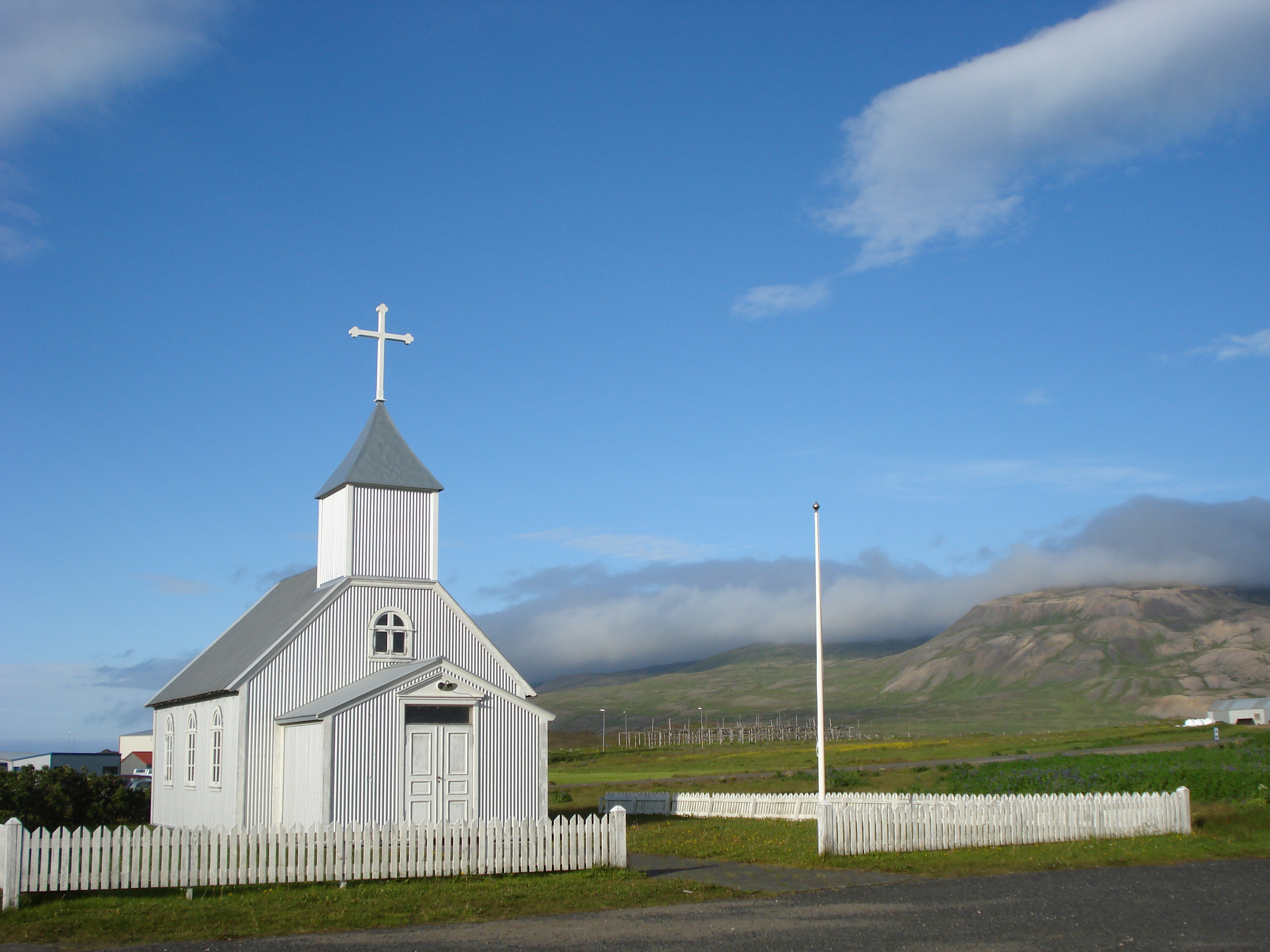
Kirche in Bakkagerði

Bakkagerði ist ein Ort in der Gemeinde Múlaþing im Osten Islands. Am 1. Januar 2023 hatte der Ort 99 Einwohner. Mit den ebenfalls an der Küste liegenden Ortschaften Seyðisfjörður, Djúpivogur und Fljótsdalshérað ist man seit 2020 zur Großgemeinde Múlaþing verbunden.

## Geografie und Verkehr
Bakkagerði liegt am Fjord Borgarfjörður eystri, nach dem der Ort manchmal auch Borgarfjörður eystri genannt wird, und verfügt über einen kleinen Hafen, der 1974 ausgebaut wurde. Der Ort ist etwa 70 km von Egilsstaðir sowie 725 Straßenkilometer von Reykjavík entfernt. Nach und von Egilsstaðir besteht werktags einmal je eine Busverbindung. Der Flugplatz Borgarfjörður liegt südlich des Ortes.
Die Straße nach Bakkagerði führt von der Bucht Héraðsflói über die ungeteerte Pass-Straße Vatnsskarð eystra und um ein Kap.
An der Straße Borgarfjarðarvegur  kommt man an dem Holzkreuz Naddakross vorbei. Es wird seit 1306 immer wieder neu errichtet und soll der Sage nach die Reisenden vor dem Ungeheuer Naddi, das halb Menschen- und halb Tiergestalt hat, auf diesem gefährlichen Weg direkt an der Küste schützen.
Die Umgebung mit ihren bunten Rhyolith-Bergen und dem in der Mitte gespaltenen Gebirgszug der Dyrfjöll ist mittlerweile ein bekanntes Wandergebiet.

## Kultur und Sehenswürdigkeiten

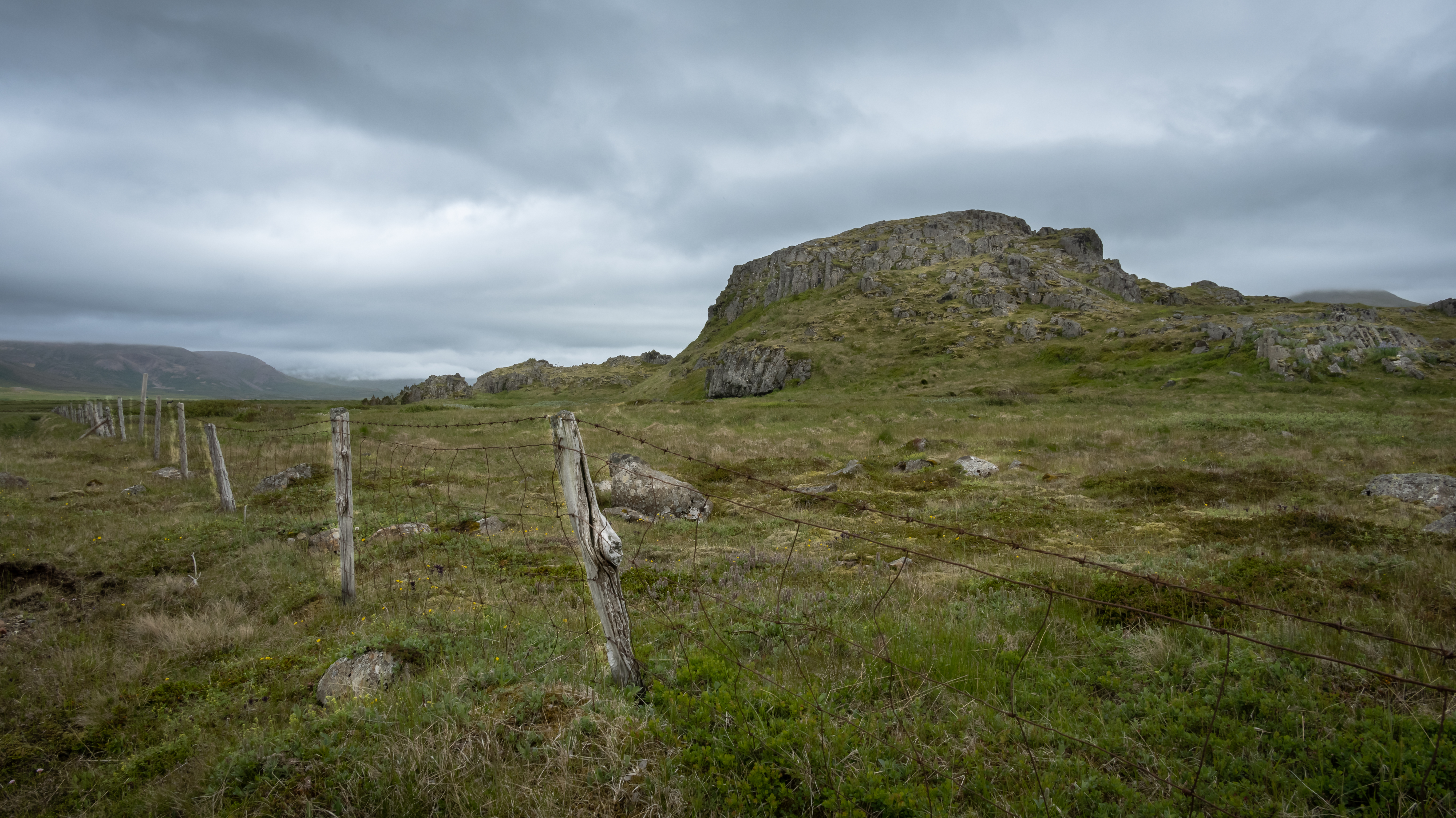
Álfaborg

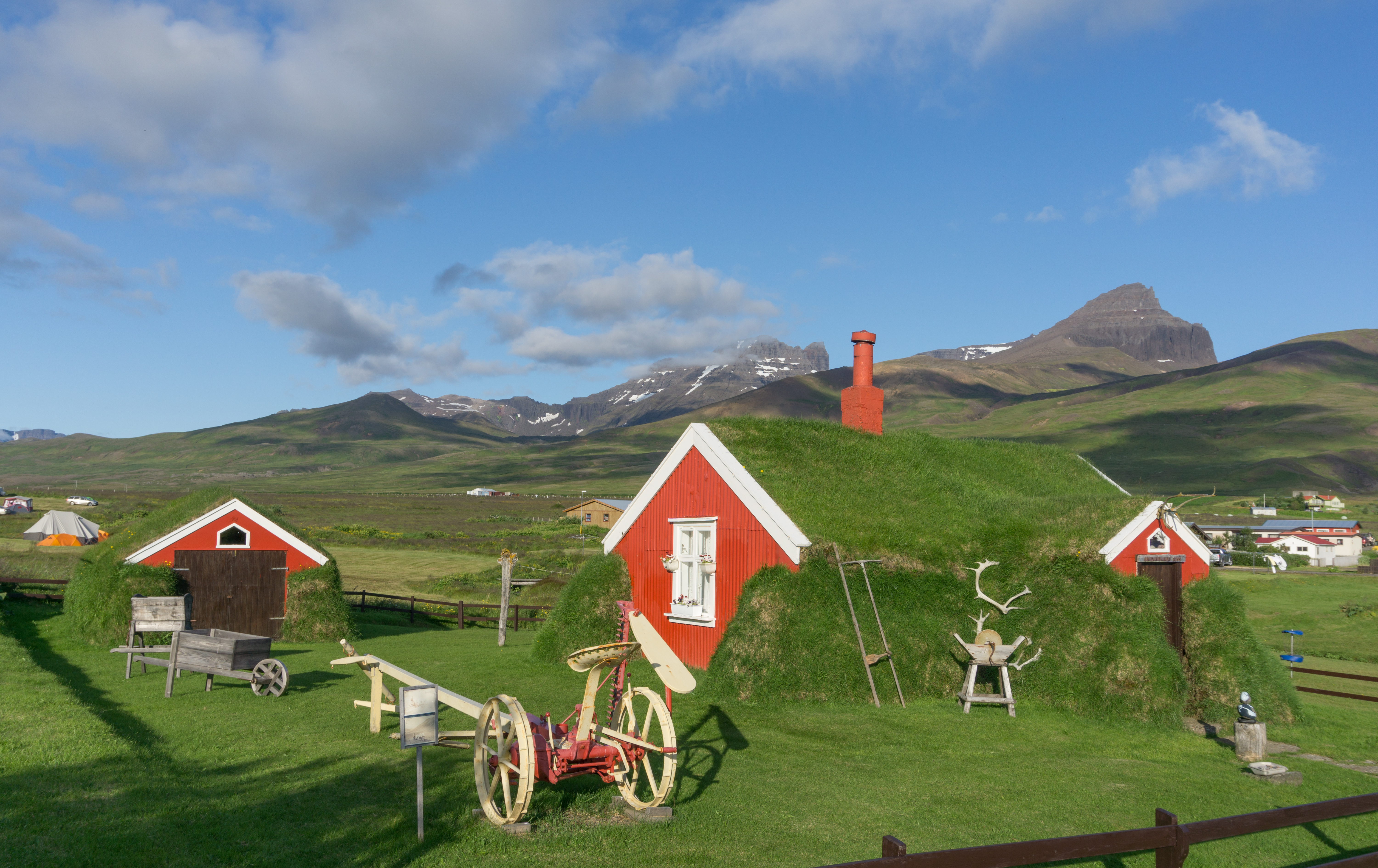
Haus Lindarbakki

Der Ort Bakkagerði galt seit jeher als besonderer Sitz von Elfen. Dicht beim Ort befindet sich nach der Überlieferung eine der Residenzen des Elfenkönigs und seines Hofstaates unter dem Felsen Álfaborg.
Der bekannte Maler Jóhannes Sveinsson Kjarval wuchs in diesem Ort auf und schuf 1914 sein Hauptwerk, eine recht ungewöhnliche Version der Bergpredigt als Altargemälde der 1900–1901 erbauten, 1901 geweihten und 2001 renovierten Holzkirche Bakkagerðiskirkja. Das Gemälde zeigt Jesus auf dem Felsen Álfaborg mit dem Höhenzug Dyrfjöll im Hintergrund und ist eine der Hauptsehenswürdigkeiten des Ortes. Die Kirche mit einem Dachreiter mit einem Zeltdach stand ursprünglich auf dem Gehöft Desjarmýri wenige Kilometer südöstlich von Bakkagerði und wurde 1901 an den heutigen Standort verlegt. Die Kirche, die seit 1990 unter Denkmalschutz steht, hat eine Länge von 9,29 m und eine Breite vom 6,71 m, und ihr später angefügter Vorbau ist 3,01 m lang und 2,90 m breit.
In der Mitte des Dorfes, in dem noch viele Menschen in mit Gras gedeckten Holzhäusern wohnen, steht das renovierte Torfgebäude Lindarbakki, das ursprünglich 1899 erbaut wurde und aus einem Zimmer und einer Küche besteht. Der Keller von 1899, in dem sich ein Brunnen befindet, ist originalgetreu erhalten, während das Innere des 30 m² großen Hauses größtenteils von 1934 ist.
Borgarfjörður eystri war Schauplatz und Drehort des preisgekrönten dänisch-isländischen Films Herzstein (Originaltitel: Hjartasteinn) von Guðmundur Arnar Guðmundsson.

## Infrastruktur
Bakkagerði verfügt über eine Grundschule mit Kindergarten, verschiedene Unterkünfte für Touristen, Restaurants, eine Tankstelle, einen Sportplatz mit Sporthalle und einen Campingplatz. Bekannt ist auch der Dorfladen Búðin Borgarfirði. Die Umgebung wird durch verschiedene Wanderwege erschlossen. Im Verkaufs- und Ausstellungsraum der Firma Álfasteinn gibt es Dekoratives und Nützliches aus Stein.

## Umgebung
An der Landstraße 94 (Borgarfjarðarvegur) nach Egilsstaðir ist 20 km südwestlich von Bakkagerði die 1880 auf einem steinernen Sockel erbaute und 1881 geweihte Holzkirche Hjaltastaðakirkja des Gehöftes Hjaltastaður beachtenswert, in ihr befindet sich ein Altargemälde vom Ende des 19. Jahrhunderts, das Jesus im Garten Getsemane zeigt. Die Kirche, die 10,50 m lang und 6,37 m breit ist, wurde später um einen Vorbau von 2,41 m Länge und 3,86 m Breite erweitert und steht seit 1990 unter Denkmalschutz.
Unweit westlich der Hjaltastaðakirkja erhebt sich in dem Weiler Kirkjubaer etwas abseits der Landstraße 94 die stilreine Holzkirche Kirkjubaejarkirkja von 1851 mit einer Länge von 13,23 m und einer Breite von 6,80 m und einem weithin sichtbaren Dachreiter mit einem Zeltdach an der Westseite. Die reichverzierte Kanzel im Innern wurde während der Amtszeit von Guðbrand Þorláksson, eines der bedeutendsten Bischöfe von des Bischofssitzes Hólar, im 16. Jahrhundert angefertigt. Anlässlich ihres 150-jährigen Bestehens wurde die Kirche, die zu den ältesten Kirchen Islands gehört, 2001 renoviert. An dieser Stelle befand sich bereits vor der Einführung der Reformation eine Kirche, die der hl. Maria geweiht war. Die Kanzel der Kirche, die bereits kurz nach der Reformation angefertigt worden sein soll, gilt als die älteste noch erhaltene Kanzel in Island. Das Altargemälde von 1894 zeigt Jesus und Maria Magdalena vor dem Grabe Christi. Seit 1990 steht die Kirche unter Denkmalschutz.
6 km entfernt steht in der kaum besiedelten Ebene Hróarstunga, in der 1997 die Reste eines von einem Wall aus Torf umgebenen Gehöftes aus der Wikingerzeit gefunden wurden – bestehend aus einem Langhaus, einer Torfkirche und zwei kleineren Gebäuden –, die nicht minder sehenswerte Geirsstaðakirkja. Es handelt sich hierbei um eine Torfkirche, die 1999–2001 originalgetreu im Stil der Wikingerzeit aus Holz und Torf wieder aufgebaut und im Sommer 2001 eingeweiht wurde
An der Landstraße 94 ist auch die 1886 erbaute Kirche Eiðakirkja des Gehöftes Eiðar, das 12 km nördlich von Egilsstaðir liegt, sehenswert. Die Kirche mit einer Länge von 10,11 m und einer Breite von 6,05 m wurde später im Westen um einen Vorbau von 1,51 m Länge und 1,93 m Breite erweitert und steht seit 1990 unter Denkmalschutz.
Von Bakkagerði führt ein Fahr- und Wanderweg in den seit 1973 verlassenen Weiler Húsavík, der 20 km südlich an der gleichnamigen Bucht liegt und ursprünglich aus vier Bauernhöfen bestand. Die dortige Kirche Húsavíkurkirkja, von deren Einrichtungsgegenständen jetzt mehrere im Nationalmuseum in Reykjavík ausgestellt sind, wurde 1937–39 aus Holz mit 30 Sitzplätzen gebaut. Der unmittelbar am Meer angelegte Friedhof von Húsavík wurde teilweise durch Brandung und raue See zerstört.
Durch die heute unbewohnte Landschaft Víknaslóðir zwischen Borgarfjörður und Loðmundarfjörður, die sich südlich von Bakkagerði erstreckt, führen verschiedene Wanderwege. Am Loðmundarfjörður, wo um 1900 noch 87 Menschen auf zehn Bauernhöfen lebten, wurde 1895 die kleine Holzkirche Klyppstaðakirkja erbaut, die heute unter Denkmalschutz steht. Der Ort war nur über einen Fahrweg von Bakkagerði aus zu erreichen. Um die Mitte des 20. Jahrhunderts war bereits die Hälfte der Höfe unbewohnt, nur die beiden größten Höfe der Ortschaft, Stakkahlíð und Saevarendi, wurden noch längere Zeit bewirtschaftet. Als letzter wurde der Hof Saevarendi 1973 verlassen.
Auf der Halbinsel Hafnarhólmi befindet sich eine Kolonie von Papageitauchern mit bis zu 10.000 Brutpaaren, die aus nächster Nähe beobachtet werden können.